# Johann Hinrich Pannyson
Johann Hinrich Pannyson oder John Hinrich Pannyson sowie Johan Pannison († 1759) war ein englischer Uhrmacher, der Anfang des 18. Jahrhunderts nach Schleswig einwanderte.

## Leben
Der aus England stammende Pannyson wanderte in den 1710er Jahren in das Herzogtum Schleswig ein und ließ sich in der Stadt Schleswig nieder, in der er bis zu seinem Lebensende die Aufsicht über die Turmuhr des Schleswiger Domes sowie diejenige von Schloss Gottorf führte. Er wechselte 1718 bis 1719 die alte Uhr in der Heiliggeistkirche in Flensburg aus und ersetzte diese durch eine fortschrittlichere, mit Spindelhemmung, Stunden-, Halbstunden- und Viertelstundenschlagwerk ausgestattete Uhr mit vergoldeten Ziffern und Uhrzeigern und einer aus Kupfer bestehenden Uhrscheibe. Von ihm hat sich zudem mindestens eine mit seinem Namen signierte Standuhr „typisch englischer Ausprägung“ erhalten.
Ebenfalls 1719 wurde in Schleswig Andreas Siegfried Pannison oder Andreas Ludwig Pannison geboren, der später Hof-Uhrmacher in Hannover wurde.
Auch von Pannysons 1729 geborenem Sohn Jacob Hinrich Pannison, der nach dem Tode seines Vaters dessen Nachfolge in Schleswig antrat, ist eine „repräsentative Standuhr“ überliefert.